# Альбицкая, Любовь Алексеевна
Любо́вь Алексе́евна Альби́цкая (13 января 1941, Куйбышев — 5 июля 2021, Самара) — русская советская актриса театра и кино. Заслуженная артистка РСФСР (1984).

## Биография
Родилась 13 января 1941 года в Куйбышеве.
В 1963 году окончила Куйбышевский инженерно-строительный институт, в 1965 году — театральную студию при Куйбышевском драматическом театре им. М. Горького, где познакомилась с её педагогом М. Г. Лазаревым, за которого вскоре вышла замуж. Год проработала в Ульяновском театре драмы, дебютировав ролью королевы в постановке по пьесе Хельтаи «Немой рыцарь».
В 1966—1991 годах — одна из ведущих актрис при Куйбышевского театра драмы.
В 1972 году дебютировала в кино — в главной роли итальянки Лючии в фильме «Визит вежливости», снятом на «Мосфильме» Юлием Райзманом, на роль попала случайно во время гастролей в Москве:

Актриса Куйбышевского драматического театра Любовь Альбицкая сыграла роль итальянской девушки, гида — переводчика Лючии в фильме Ю. Райзмана «Визит вежливости». Юлий Райзман, помимо давно вошедших в золотой фонд советского кино фильмов, знаменит и ещё одним. Он обладает талантом открывать прекрасных актёров. Думается, и Любовь Альбицкая, создавшая в «Визите вежливости» образ, овеянный загадочностью, сыгранный с пронзительным лиризмом, тоже одно из актёрских «открытий» Райзмана.— Советский экран, 1973
Однако, в дальнейшем кинокарьеру не продолжила, снявшись ещё лишь в двух фильмах, продолжая играть в Куйбышевском театре.
В 1984 году была награждена почётным званием Заслуженная артистка РСФСР.
В 1990-е годы в качестве приглашённой актрисы играла на сценах самарских театров.
Умерла 5 июля 2021 года в Самаре.

### Семья
- Муж — театральный актёр Михаил Гаврилович Лазарев (1923—1992), народный артист РСФСР.

## Фильмография
- 1972 — Визит вежливости — Лючия, итальянская девушка, гид — главная роль
- 1974 — Красная скрипка / Punane viiul (СССР/ГДР) — Ида
- 1977 — Встреча на далёком меридиане — Мэрион, секретарь Реннета, его любовница